# Pablo Larraín
Pablo Larraín, właśc. Pablo Larraín Matte (ur. 19 sierpnia 1976 w Santiago) – chilijski reżyser, scenarzysta i producent filmowy. 
Za film El Club (2015) zdobył Srebrnego Niedźwiedzia na 65. MFF w Berlinie. Jego filmy Nie (2012) i Jackie (2016) były nominowane do Oscara.
Jest synem Magdaleny Matte (z domu Lecaros), polityczki, i Hernána Larraína Fernándeza, prawnika, wykładowcy uniwersyteckiego i polityka. 
Zasiadał w jury konkursu głównego na 70. MFF w Wenecji (2013).
9 grudnia 2006 ożenił się z Antonią Zegers, z którą ma córkę Juanę (ur. 19 marca 2008) i syna Pascuala (ur. 2011).

## Filmografia

### Reżyser
- 2006: Fuga
- 2008: Tony Manero
- 2010: Post Mortem
- 2012: Nie (No)
- 2015: El Club
- 2016: Neruda
- 2016: Jackie
- 2021: Spencer
- 2023: Hrabia (El Conde)
- 2024: Maria Callas (Maria)